# Sant Silvestre de Valleta
L'església de Sant Silvestre de Valleta és un edifici romànic del segle x format per una nau única rectangular i un absis semicircular, i situat a l'antic terme de Valleta, actualment al terme municipal de Llançà. Concretament, es troba a uns tres quilòmetres al nord-oest del nucli de la Valleta i a ponent del nucli urbà de la població de Llançà; entre la Serra de l'Albera i la Serra de Rodes, al vessant del puig d'Esquers de la vall de Valleta, vora el marge esquerre de la riera de Valleta.
Des del segle xi i fins al XVII fou la parròquia del llogarret de Valleta; el 1602 va ser unida a Garriguella, i el 1928 va ser transferida a la parròquia de Llançà, Després d'uns segles d'abandó, a finals del segle XX la pressió popular impulsà la reobertura de l'església al culte, la recuperació de l'entorn, el foment de la investigació històrica i la celebració d'un aplec que es fa de manera ininterrompuda des del maig de 1980. L'edifici forma part de l'Inventari del Patrimoni Arquitectònic de Catalunya.

## Descripció
Erigit sota l'advocació del papa sant Silvestre I, és un monument de construcció preromànica i romànica de 14,50 metres de llargada i 7,20 d'amplada. L'edifici està format per una nau única rectangular amb un absis semicircular de quart d'esfera a llevant i planta de ferradura coberta amb volta de canó. L'absis s'obre i es comunica amb la nau mitjançant un arc de mig punt bastit en pedra desbastada. Un altre arc de les mateixes característiques delimita la zona del presbiteri, de menys amplada que la nau. Hi ha bancs correguts de pedra adossats als murs laterals de la nau i, damunt del seu traçat, hi ha la pica baptismal, situada a l'angle sud-oest. L'absis presenta dues finestres d'un sol biaix i arcs de mig punt, mentre que als murs de migdia i de ponent de la nau, les finestres són de doble esbiaix i arcs de mig punt també. La porta d'accés està situada al mur sud del temple. Està formada per tres arcs de mig punt adovellats en gradació que emmarquen la llinda monolítica i el timpà semicircular, bastit amb carreus desbastats. Sobre el frontis es dreça una espadanya de tres pilars sense arcades. L'aparell de l'absis, i els murs de ponent i tramuntana de la nau, estan bastits amb petites pedres sense treballar lligades amb abundant morter de calç. A la part inferior del parament de l'absis hi ha tres filades bastides amb la tècnica del "opus spicatum". El mur de migdia de la nau, en canvi, està construït amb blocs de llicorella desbastats, disposats en filades més o menys regulars. La coberta és de lloses de pissarra lligades amb abundant morter de calç.
El seu aspecte permet afirmar que hi va haver dues etapes constructives. La part de l'absis podria ser del segle x o l'època de la consagració, mentre que la porta i les finestres són d'estil romànic tardà, de les acaballes del segle xii o del xiii. La pressió popular fou decisiva per a impulsar la restauració de l'església, que s'inaugurà el 15 de maig del 1983. La coberta de la nau i el seu absis patiren una profunda restauració per solucionar les esquerdes de la coberta de la volta de l'absis, els murs i les voltes interiors i recuperar el paviment, que havia desaparegut. Al timpà de la porta hi mancaven alguns carreus i brancals, i el batent de fusta es trobava "totalment ruïnós". En aquestes obres s'inclogué el desviament del llit del riu, que arribava al mur de ponent de l'església generant esquerdes i desestabilitzant les parets. Al costat de la capella hi ha les restes d'una masia, ja esmentada en un document de l'any 1019.

## Activitats

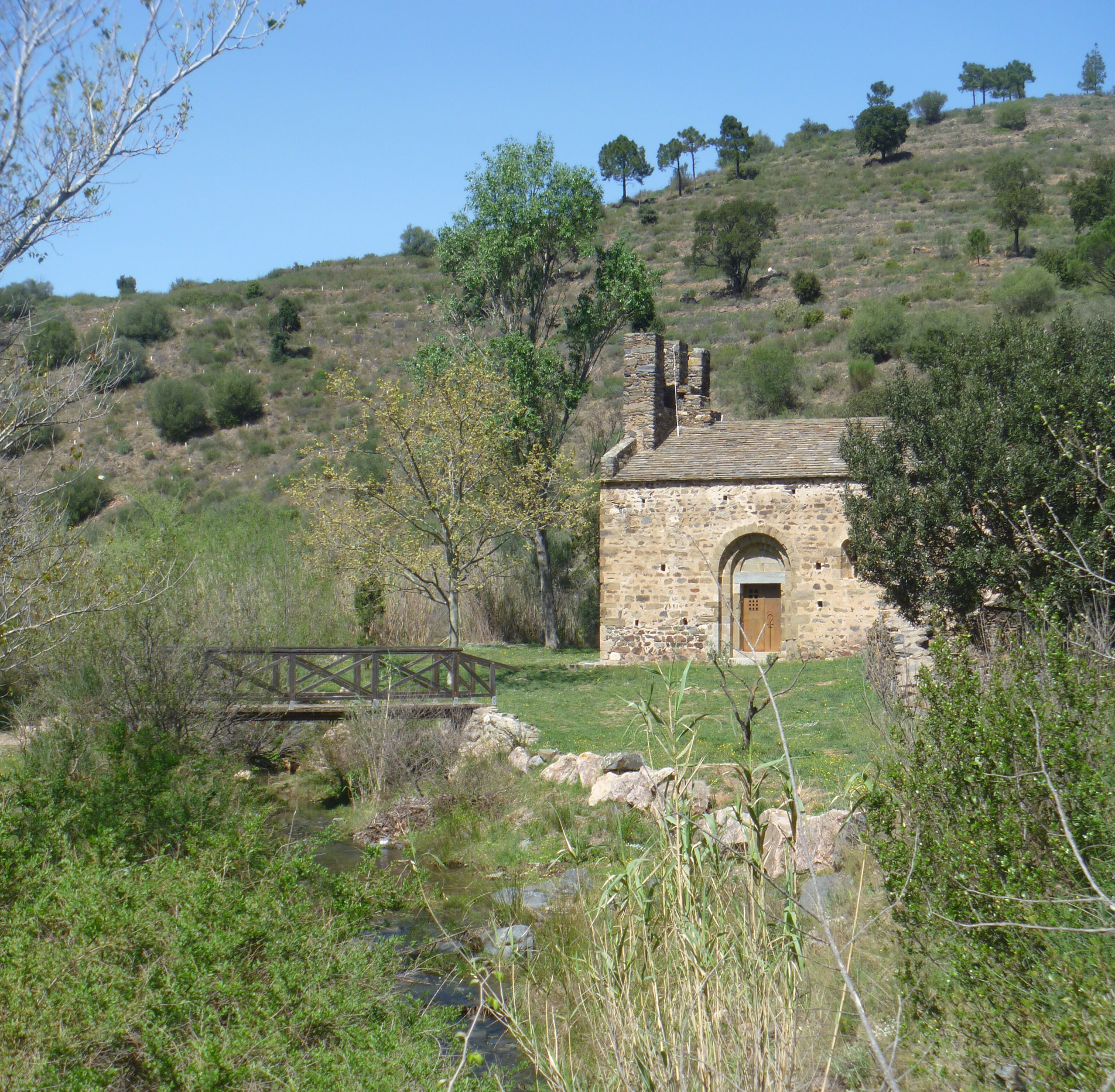
Església de Sant Silvestre de Valleta amb el pont del riu al costat.

L'"Associació d'Amics de Sant Silvestre" des de finals del segle XX treballa en diverses línies per la recuperació de l'espai. La restauració de l'edifici s'inaugurà el 1983, quan es va reobrir al culte i es va recuperar l'aplec anual. El 2006 es va editar El llibre de Sant Silvestre amb set visions complementàries sobre l'indret. Es va recuperar la sardana "L'Ermita de Sant Silvestre" del músic empordanès Jaume Bonaterra i Dabau, elaborada el 1980.
Entre les activitats que va iniciar l'associació d'amics per recuperar el record de l'entorn també es va arranjar el camí des de Llançà i es començà a organitzar un aplec des del segon diumenge de maig de 1980. L'aplec del 2013, amb un equip organitzador on també hi havia l'Agrupació Sardanista de Llançà i la Coral Palandriu, va incloure un esmorzar popular, sardanes, venda de llibres i records, una missa cantada, un concert i una arrossada popular.

## Història

### Llegenda
Una llegenda apòcrifa explica que "un noi, en Jofre, fill d'una serventa d'un mas del lloc treballava a la construcció de la capella. El noi tenia un delit per l'esglesiola, com si fos seva. Hi volia deixar la seva signatura tal com li havien dit que ho feien els picapedrers, però no sabia fer ni un gargot. Un dia, el pobre noi es va encloure el dit entre dos carreus de la porta amb tan mala fortuna que li hagueren de tallar part del dit per quedar lliure. L'altra part es quedà entre les dues pedres. El noi es guarí, continuà treballant a l'obra i finita aquesta s'hi quedà com ermità. "L'any 1987 hi hagué un gran aiguat que destruí perillosament la capella. En una junta de la cantonada sud-oest aparegué un osset blanc, com un confit. Era la firma d'en Jofre. Des del cel, va somriure. Ell i la capella porten camí d'eternitat...".

### Origen i esplendor
La notícia més antiga que es té del lloc data del 24 de novembre de l'any 854, dia en què l'abat Pere de Sant Esteve de Banyoles fa donació al seu monestir d'unes cases amb terres situades al lloc de Vallmalla, en el vescomtat de Peralada, segons explica Joan Badia Homs, que alhora cita Ramon d'Abadal i de Vinyals. Aquestes terres l'abat les heretà del seu pare que les havia adquirit per aprisió. Anys més tard, el 877, Lluís II de França el Tartamut confirmà la possessió de la "cel·la de Sant Silvestre amb les vinyes que allí es poden veure, tot el que en depèn i totes les altres coses que pertanyen al monestir" a l'abadia de Banyoles, juntament amb la veïna de Sant Martí de Vallmala. En els documents del segle x no apareix el nom de Valleta, sinó que l'antiga riera i la vall figuren amb el nom de Budica o Budiga.
En una butlla del 1017 el papa Benet VIII confirmà la propietat del mas de Sant Silvestre al monestir de Banyoles. L'església i el mas es tornen a citar a l'acta de consagració de Sant Marí de Vallmala l'any 1019. Amb l'acta de consagració o dotalia, del 17 de desembre de 1029, el bisbe Pere Roger de Carcassona de Girona acudí a consagrar l'església de Sant Silvestre "del vilar Renoall o vila Mala" elevant-la a la categoria de parròquia sense anomenar a cap monjo. Sí que s'anomenen a les persones, "bons homes" que donaren a la nova parròquia cases, vinyes i terres com també hi consta que la nova parròquia havia de donar a la Seu de Girona "dues carns de conill", és a dir, dos conills escorxats cada any: en concepte de cens per raó del sínode, un conill, i per la recepció del crisma, l'altre. En la mateixa acta el bisbe Pere també dota a l'església d'un cementiri o sagrera de superfície trenta passes al voltant de l'edifici detallant de quina manera havia de col·locar les cames i els peus l'home que fes els "millors passos", és a dir, el de les cames més llargues. Aquesta descripció és, segons els entesos, una singularitat en documents d'aquest tipus. El bisbe fixà les trenta passes de sagrera, li concedí els drets corresponents i establí els límits del terme parroquial. Més endavant, en documents dels anys 1279 i 1280 és anomenada ecclesia parrochialis de sancto Silvestro.

### Abandó i restauració
Fou una capella de funció parroquial situada en una contrada on hi havia un nucli humà dispers. Per això, quan els habitants de l'indret hagueren de retirar-se de la contrada, per un motiu o altre, la capella va acabar abandonada. En aquest cas, fou una parròquia i centre de la vida del llogarret de la Valleta fins al segle xvii. En perdre la seva funció com a església parroquial, deixa de ser mencionada a les relacions parroquials dels anys 1606 i 1691, tot i que se sap que l'església va passar a ser sufragània de la parròquia de Garriguella fins a l'any 1920 i vuit anys després va passar a dependre de Llançà.
L'any 1982 el Departament de Cultura de la Generalitat de Catalunya i la Diputació de Girona conjuntament amb els Amics de Sant Silvestre endegaren un projecte de restauració de tot el cos, especialment en el mur de tramuntana que estava molt afectat pel torrent que davallava fins a la riera de la Valleta i que escometia contra l'església, descalçant els mur i provocant-hi esquerdes. És per això que es va optar per desviar el torrent. També es va reconstruir la coberta i es refeu el pinyó i l'espadanya. Es varen restituir diferents carreus del timpà i dels brancals de la porta així com els batents de fusta. A l'interior es van cosir les esquerdes, es repicà la volta i es va construir un nou altar. També es va refer la bancada adossada a la nau i es pavimentà de nou tot. Pel que respecte als accessos es va desbrossar i netejar l'entorn. Per acabar, es va fer la instal·lació elèctrica connectada amb un grup electrogen mòbil. Les obres s'inauguraren l'any 1983. El juliol de 1986 es declarà un incendi a la zona que arrasà bona part de la massa forestal de la serra de Rodes de les Alberes, cremà a la Valleta un gran alzinar i pinedes.